# العامرية (القناطر الخيرية)
العامرية أو كما كانت تعرف سابقًا كفر الحوالة إحدى قرى مركز القناطر الخيرية التابع لمحافظة القليوبية بجمهورية مصر العربية.

## السكان
بلغ عدد سكان العامرية 3,137 نسمة، حسب الإحصاء الرسمي لعام 2006.